# Сенатор, Василий Трофимович
Васи́лий Трофи́мович Сена́тор (1921—1944) — советский военный лётчик, участник Великой Отечественной войны, Герой Советского Союза (1943).

## Биография
Родился 8 января 1921 года в городе Смела Черкасского уезда Киевской губернии (ныне Черкасской области Украины) в семье рабочего. Украинец. Член ВКП(б) с 1942 года. Образование среднее.
В РККА с 1938 года. В 1940 году окончил Харьковское военно-авиационное училище.
Принимал участие в боях Великой Отечественной войны с сентября 1941 года, летал в составе экипажа Ф. К. Паращенко на бомбардировщике Ил-4. В 1942 году бомбил Берлин, Будапешт, Варшаву, Данциг.
Штурман звена 10-го гвардейского авиаполка дальнего действия (3-я гвардейская авиационная дивизия дальнего действия, 3-й гвардейский авиационный корпус дальнего действия) гвардии капитан Сенатор к августу 1943 года совершил 246 (всего 353) боевых вылетов на бомбардировку военно-промышленных центров в глубоком тылу противника, уничтожение его живой силы и техники.
Трагически погиб 29 сентября 1944 года возле села Шепетин Ровенской области (убит своим же однополчанином во время пьяной ссоры). Похоронен в городе Луцк Волынской области в братской могиле на проспекте Победы.

## Награды
18 сентября 1943 года В. Т. Сенатору присвоено звание Героя Советского Союза (медаль № 1738).
Награждён двумя орденами Ленина, орденом Красного Знамени, медалью «За оборону Сталинграда».

## Память
Имя В. Т. Сенатора увековечено в мемориале Славы в Луцке. Его имя носят улица в городе Смела и школа № 14 (сейчас гимназия им. В. Т. Сенатора), где он учился.